# Constâncio II
Flávio Júlio Constâncio (Sirmio, 7 de agosto de 317 – Mopsuéstia, 3 de novembro de 361), segundo filho de Constantino, o Grande (r. 306–337), com sua segunda esposa, Fausta, governou o Império Romano do Oriente, em Constantinopla, de 337 a 361. Após a morte de Constantino I, o Império Romano foi dividido em três regiões administrativas diferentes e governado por seus três filhos. O mais velho, Constantino II, governou a parte Ocidental, que abrangia a Hispânia e a Gália, com capital em Augusta dos Tréveros (atual Tréveris). Constante I, o terceiro filho, governou a parte central (Itália e Ilíria), com capital em Mediolano (atual Milão).

## Biografia

### Juventude
Constâncio II nasceu a 7 de agosto de 317 em Sirmio na Panónia, segundo filho do imperador romano Constantino I e de Fausta, e recebeu o nome de seu avô paterno, o imperador tetrárquico Constâncio Cloro. Constantino e Fausta tiveram outros dois filhos, Constantino II e Constante I, e duas filhas, Constantina e Helena.
A 13 de Novembro de 324, na Nicomédia, Constâncio foi elevado à categoria de César, com a idade de sete anos; dois anos depois, realizou o seu primeiro consulado, juntamente com seu pai. Quando Constantino II foi enviado por seu pai para lutar na fronteira do Danúbio, em 332, Constâncio foi enviado para governar a Gália; o irmão mais velho obteve uma vitória sobre os Godos que também permitiu a Constâncio reivindicar o título de Germânico Máximo (a prática de assumir títulos obtidos de colegas governantes, de origem tetrárquica, permitiu-lhe obter o título de Sarmácico Máximo após a vitória de Constante sobre Sármatas em 338).
Em 335, com a elevação a césar do neto Dalmácio (filho do meio-irmão Dalmácio, o Censor), Constantino I delineou aquela que deveria ter sido a divisão do Império Romano após a própria morte: para os quatro imperadores - Constantino II, Constante I, Dalmácio e Constâncio II - foram atribuídas quatro porções do império, respectivamente a província correspondente à prefeitura da Gália, Itália e África, a Grécia, e por fim, a Constâncio, o Oriente.
Em 336, na altura da celebração da tricenália de Constantino, Constâncio desposou em Constantinopla a filha de Júlio Constâncio, meio irmão de Constantino, e de Gala, reforçando assim a legitimidade por parentesco, bem como a tomada da dinastia constantiniana do Império.

### Situação do império no início do reinado de Constâncio

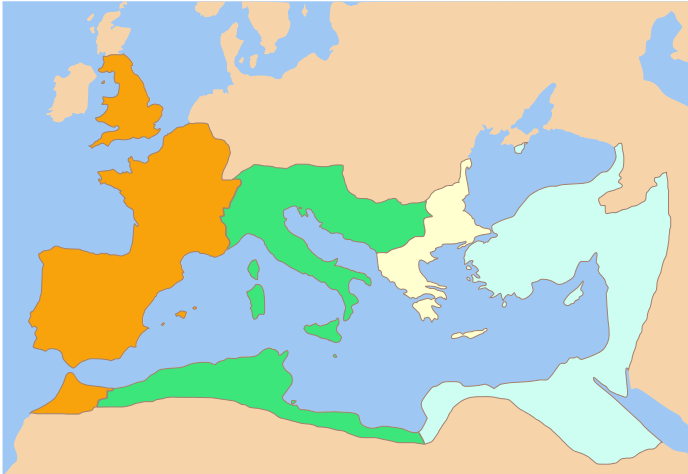
Divisão do Império romano entre os quatro césares, de maio a setembro de 337, entre a morte de Constantino I e a elevação a augusto dos seus três filhos.
Constantino II
Constante I
Dalmácio
Constâncio II

O reinado de Constâncio II deve ser entendido dentro do processo de transformação do Império que tinha sido iniciado pela tetrarquia, revigorado e continuado por Constantino I e que seria concluído com o fim da dinastia constantiniana em 363. Em particular, o reino de Constantino foi importante por duas razões: a primeira foi a mudança do centro do poder imperial do Ocidente para o Oriente, cuja importância estava já a crescer, em particular com a fundação da nova capital, Constantinopla; a segunda razão é o apoio que deu ao cristianismo, que em poucas décadas se tornou a religião de Estado.
Ambos estes aspectos da política imperial, contudo, mantiveram-se até à morte de Constantino, e deste passaram a seus filhos e sucessores, em particular a Constâncio, onde caiu a gestão da parte oriental do império. A escolha da colocação da capital em Constantinopla foi devida á vontade de colocar o centro do poder imperial a certa distância das duas principais fronteiras do império, a danubiana e a sul do Eufrates; não obstante, Constantino não podia consolidar ambas, tanto que, no momento da sua morte, preparava uma campanha contra inimigos no Oriente, os Sassânidas.
Ambos estes problemas comprometeram o reino de Constâncio.

### Ascensão ao trono
Constantino morreu a 22 de maio de 337, quando preparava uma campanha militar contra os sassânidas: não nomeou o seu sucessor, mas a situação viu o poder repartido entre os seus césares. Constâncio, que estava comprometido na Mesopotâmia setentrional a supervisionar a construção de fortificações fronteiriças, apressou-se a voltar a Constantinopla, onde organizou e presenciou a cerimónia fúnebre do pai: com este gesto reforçou o seu direito como sucessor e obteve o apoio do exército, componente fundamental da política de Constantino.
Durante o verão de 337, houve um massacre por mãos do exército, dos membros masculinos da dinastia Constantiniana e de outros representantes de grande relevo do estado: apenas os três filhos de Constantino e dois de seus netos crianças (Galo e Juliano, filhos do meio-irmão Júlio Constâncio) foram poupados. As razões por trás deste massacre não são claras: de acordo com Eutrópio, Constâncio não estava entre os seus promotores, mas não estava tão certo deste se opôr a ela e perdoar os assassinos; Zósimo afirma que Constâncio foi o organizador do massacre. Em setembro do mesmo ano, os restantes três césares (Dalmácio tinha sido vítima da purga) reuniram-se em Sirmio na Panónia, onde a 9 de setembro foram aclamados imperadores pelo exército, e dividiram o império: Constâncio viu reconhecida a soberania do Oriente.
A divisão de poder entre os três irmãos não durou muito tempo: Constantino II morreu em 340, enquanto ele tentava derrubar Constante, e Constâncio ganhava os Balcãs; Constante foi derrubado em 350 pelo usurpador Magnêncio, e Constâncio torna-se o único imperador.

### Confronto com os Sassânidas(338–350)

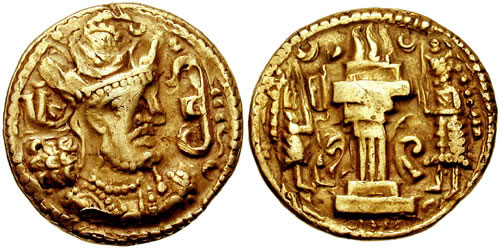
Dinar de ouro do xá r., um contemporâneo de Constâncio: todo o reino de Constâncio foi caracterizado por hostilidade de alta e baixa intensidade com os vizinhos de Leste, com os dois soberanos que obtiveram vitórias e derrotas, sem nunca dar o golpe decisivo

Depois de ser proclamado imperador, Constâncio foi para Antioquia, na Síria, a cidade que foi a capital durante os últimos anos como César, onde ele poderia lidar melhor com a fundamental fronteira leste do que se permanecesse na capital imperial de Constantinopla. Aqui, manteve-se de 338 para 350.
Durante todo o tempo de seu reinado Constâncio II esteve envolvido em guerras romano-persianas contra o xá Sapor II. Se antes de morrer Constantino pretendia resolver de uma vez por todas o problema da fronteira oriental, tocou a Constâncio resolver este problema, obtendo resultados variáveis. Havia dois principais pontos de colisão entre os dois grandes impérios: a fronteira leste, com a contenção da província da Mesopotâmia, e o controle do reino da Armênia, que estava entre as órbitas das duas potências vizinhas.
Constâncio primeiro enfrentou o problema da Arménia. Após a morte de Tirídates III, fiel aliado dos Romanos em todo o seu longo reinado, os seus sucessores foram influenciados pelo partido pró-persa e o país tinha entrado na esfera de influência dos sassânidas. Constâncio foi capaz de ganhar a lealdade do soberano Ársaces II e da aristocracia arménia através dos canais diplomáticos, já em 341, graças aos dons prodigais concedidos à classe dominante do país, que ficou sob influência romana para todos os anos 340.
O conflito na Mesopotâmia era totalmente militar, mas Constâncio fez, neste caso, uma escolha original, pelo menos de acordo com a estratégia romana consolidada: em vez de escolher a opção da maciça campanha militar destinada a atacar o coração do Estado inimigo, como previa fazer Constantino e como havia mais tarde feito Juliano, Constâncio preferiu contar com uma linha de fortificações de fronteira dispostas em profundidade, girando em cima delas para conter ataques sassânidas; Por isso, era uma guerra defensiva, em que foram evitadas, tanto quanto possíveis manobras em campo aberto com o exército para concluir. Essa escolha, embora muito eficaz e barata em termos de mobilização de tropas, não era certa para atender a expectativa de vitórias decisivas que existiam no mundo romano; entre os principais episódios da guerra havia algumas vitórias obtidas por seu General, o que lhe permitiu se orgulhar em 338 do título de Pérsico e em 343 do de Adiabênico Máximo, os dois cercos incorridos pela fortaleza de Nísibis (Nusaybin) (346 e 350, após o cerco do verão de 337) e o único confronto militar de grande escala, a batalha do Singara (344 ou 348), teve lugar perto de outra fortaleza de fronteira, em que a vitória de Constâncio foi diminuída pela falta de disciplina das tropas.
Quando em 350 se deu a rebelião de Magnêncio no Ocidente, Constâncio estava em Antioquia, mas as suas forças estavam ocupadas a defender Nísibis do terceiro cerco sassânida. Apesar da ameaça representada por Magnêncio, Constâncio deu prioridade à fronteira oriental e esperou que Sapor se retirasse, após quatro meses, antes de voltar ao Ocidente para enfrentar o usurpador. No entanto, o proposto ataque sassânida para 351 não aconteceu, enquanto Sapor estava ocupado a sufocar a revolta do povo do Afeganistão.

### Usurpação de Magnêncio(350–353)

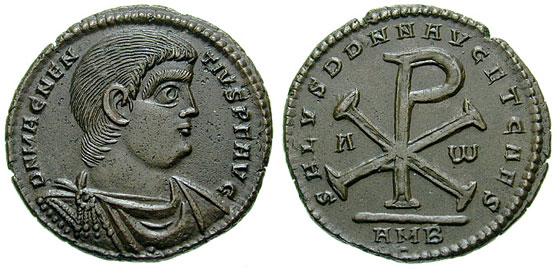
Moeda cunhada de Magnêncio, o usurpador que derrubou Constante I (350), reinou sobre a Britânia, Gália e Hispânia, apenas para ser derrotado por Constâncio II (353)

A 18 de janeiro de 350, o augusto do Ocidente, Constante I, foi derrubado e morto por um de seus generais, Flávio Magnêncio, que se proclamou imperador em Autun e foi reconhecido na Britânia, Gália e Hispânia. Constâncio estava na época ocupado na fronteira oriental, a lutar contra a ofensiva sassânida sobre Nísibis, e decidiu não sair imediatamente para defrontar diretamente o usurpador.

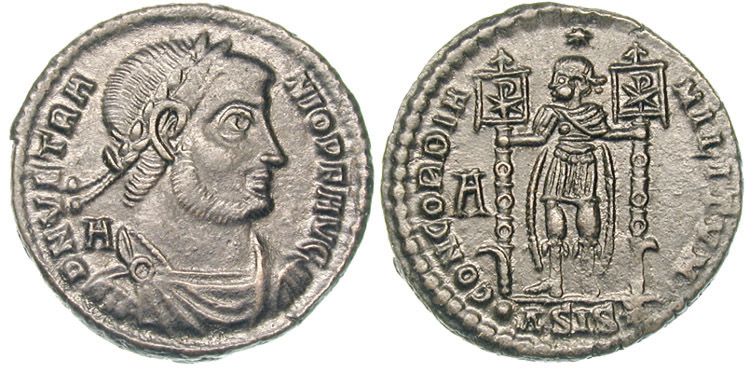
Vetrânio proclamou-se imperador em março de 350, oscilou entre Constâncio e outro usurpador Magnêncio, mas foi enfim deposto por Constâncio em dezembro daquele mesmo ano

A 1º de março do mesmo ano, o Mestre dos soldados Vetrânio proclamou-se imperador, por sua vez, por instigação de Constantina (irmã de Constante e Constâncio); este foi reconhecido imperador pelas tropas do Danúbio. Constâncio reconheceu Vetrânio como seu colega, enviando-lhe o diadema imperial e o dinheiro, enquanto, provavelmente, tentava comprometer Magnêncio opondo-lhe outro usurpador; o jogo era muito perigoso, prevendo-se um jogador adicional: Vetrânio, na verdade, vacilou na sua lealdade para com Constâncio quando Magnêncio lhe propôs uma aliança.
Para consertar as coisas no Oriente, Constâncio dirige-se com o exército do Ocidente. Em Heracleia Síntica na Trácia, reuniu os embaixadores de Magnêncio, os quais lhe ofereceram o reconhecimento como colega e o selo de uma aliança com um casamento duplo, de Magnêncio com Constantina e de Constâncio com a filha de Magnêncio; a alternativa era a guerra civil. Constâncio prendeu como rebeldes todos os embaixadores menos um, que enviou a Magnêncio com a sua resposta negativa indignada. De seguida, foi para Sérdica (Sófia, Bulgária), onde encontrou Vetrânio e seu exército. A reunião era para ser o reconhecimento da existência de dois imperadores legítimos, mas transformou-se na deposição do usurpador antigo. Constâncio construiu uma plataforma na planície, na qual subiu com Vetrânio e, antes que os exércitos aliados, começou um discurso no qual ele disse que um filho do grande Constantino era digno de reger o império sozinho: com os gritos de aclamação das tropas, Vetrânio percebeu que tinha sido enganado, tirou a coroa da cabeça e, ajoelhou-se e reconhece Constâncio único imperador (25 de dezembro de 350).

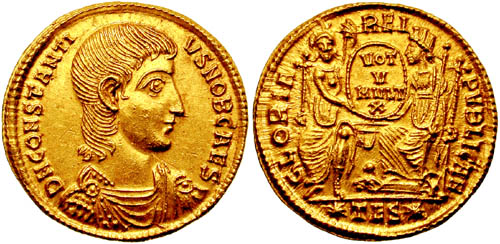
Constâncio Galo era primo e cunhado de Constâncio, foi proclamado César do Oriente (351) e esposo de Constantina, irmã de Constâncio, mas foi depois deposto e executado (354)

A deposição de Vetrânio teve lugar em nome da proclamação dos direitos dinásticos de Constâncio: enquanto o filho de Constantino I, Constâncio alegou ter direito ao reino. Como parte desta política dinástica deve ser considerada também a eleição de César do Oriente, a 15 de março de 351 em Sírmio, de um outro membro da dinastia constantiniana, primo e cunhado de Constâncio, Galo. Com a expectativa de ser comprometido, no Ocidente contra Magnêncio, Constâncio queria deixar uma forte presença no Oriente, e então ele virou-se para o único parente adulto restante para afirmar o interesse na situação da fronteira com os sassânidas; querendo enfatizar os laços familiares e dinásticos com Galo, o César recebeu o nome de Constâncio,, foi nomeado cônsul com o imperador nos anos 352, 353 e 354, e desposou Constantina, irmã de Constâncio. O confronto tornou-se ainda propaganda: a guerra civil tornou-se uma "guerra santa" contra o assassino de Constante, apareceram sinais divinos (uma cruz no céu de Jerusalém, a 7 de maio de 351) em favor de Constâncio.
A campanha de 351 contra Magnêncio não começou bem para Constâncio: as suas tropas tentaram penetrar na Itália através dos Alpes Julianos, mas foram derrotados em Atrans (Trojane, Eslovénia) e forçado a recuar. Magnêncio ordenou a uma parte do seu exército para avançar ao longo do Sava, penetrando na Panónia. Aqui foi acompanhado por um emissário de Constâncio, o prefeito pretoriano Filipo, que levou a proposta de Constâncio: Magnêncio iria retirar-se na Gália, renunciando a avançar novamente e Constâncio iria conceder-lhe a paz. A verdadeira intenção do prefeito de Constâncio foi, no entanto, investigar o estado das tropas do usurpador; na mesma ocasião Filipo foi capaz de arengar soldados a Magnêncio, o que provocou a sua ingratidão para com a dinastia constantiniana. Magnêncio, em resposta, avançou sobre Síscia e conquistou-a; finalmente, dirigiu-se para Mursa. Constâncio reagiu fazendo avançar as suas forças sob o mesmo objectivo, onde houve uma batalha decisiva. Na batalha que se seguiu de Mursa Maior (28 de setembro de 351) a vitória foi para Constâncio, apesar da enorme perda de ambos os exércitos, o eco que permaneceu na literatura contemporânea; o dia foi decidido pela traição da cavalaria de Magnêncio, comandada por Claudio Silvano, que passou-se para Constâncio, talvez por causa do argumento apresentado por Filipo no campo da Magnêncio. A propaganda que desejava Constâncio, lutador com o apoio divino, foi aumentada pelo fato de que o imperador deixou a batalha para ir rezar no túmulo de um mártir nas proximidades e pela declaração do bispo de Mursa, Valente, que disse que ele recebeu a notícia da vitória de Constâncio diretamente de um anjo.
Constâncio passou o inverno de 351/352 em Sírmio, tendo de seguida, retomado a campanha expulsando Magnêncio de Aquileia e forçando-o a voltar para a Gália. Em Mediolano (Milão) com um decreto revogou as decisões do "tirano", enquanto o novo prefeito urbano, Nerácio Cereal (com quem ele era aparentado pela mãe de Galo), lhe dedicara uma estátua em Roma, que o celebrava como "restaurador da cidade de Roma e do mundo e destruidor da tirania pestilenta"; a notícia da acusação contra Clódio Celsino Adélfio, prefeito da Magnêncio, de conspirar contra o usurpador e o fato de que a sua esposa Faltónia Betícia Proba havia depois composto um poema celebrando a vitória de Constâncio sobre Magnêncio é uma indicação da aliança entre Constâncio e a aristocracia senatorial romana. A segunda pista é o prémio ao representante senatorial Vitrásio Órfito do comando da frota de Miseno e Ravena, que Constâncio só poderia controlar após a conquista da Itália, com a qual o imperador recuperou a posse das províncias da África.
O ano de 353 viu o fim da aventura de Magnêncio. A propaganda dinástica de Constâncio teve o seu auge quando o César de Magnêncio, Decêncio, retornando com o seu exército de uma derrota contra os Alamanos, tinha negado o acesso a Tréveris, cidade que devia a sua prosperidade ao ser escolhida como a capital pelos constantinianos, e que nesta ocasião abandonou o usurpador. Magnêncio foi forçado a lutar na Batalha de Monte Seleuco, onde foi derrotado; suicidou-se em Lyon a 10 de agosto e a sua cabeça foi levada pela cidade para mostrar a sua derrota. Constâncio passou em Arles o inverno, comemorando simultaneamente a derrota do usurpador e o trigésimo aniversário da sua eleição como César.

### Queda e morte de Galo(353–354)

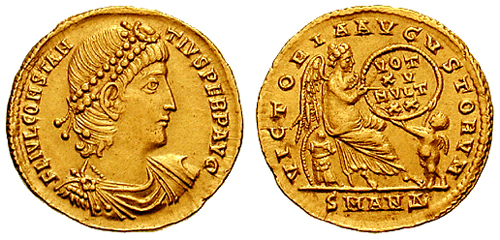
Soldo de Constâncio II, em celebração do seu décimo quinto ano de reinado

Em 354 Constâncio ordenou a morte do césar do Oriente Constâncio Galo, cuja conduta estava em desgraça devida em parte ao seu governo e em parte a maquinações de algum alto funcionário da corte de Constâncio.
Alguns funcionários, que queriam derrubar Galo para obter ganhos pessoais - Dinâmio, Picêncio, Caio Ceiônio Rúfio Volusiano Lampádio, o mestre da cavalaria Arbício e prepósito do cubículo sagrado Eusébio -, Constâncio convencido de que Ursicino queria causar um motim contra Galo com o objectivo de colocar o seu filho no trono: aconselharam então o Imperador a dividir o Cesar pelo seu mestre da cavalaria antes de intervir contra Galo.
Na primavera de 354, enquanto está aquartelado em Milão após uma campanha bem sucedida contra os Alamanos, Constâncio chama Ursicino à corte, com a desculpa de ter que organizar uma campanha contra os sassânidas, e substituiu-o por um homem de confiança. Ao mesmo tempo, consciente dos processos ordenados por Galo, ele decide dispensar o prefeito pretoriano do Oeste Vulcácio Rufino, que era tio de Galo e meio-irmão de sua mãe Gala, e substitui-o por alguém mais confiável, um dos conspiradores contra Galo.

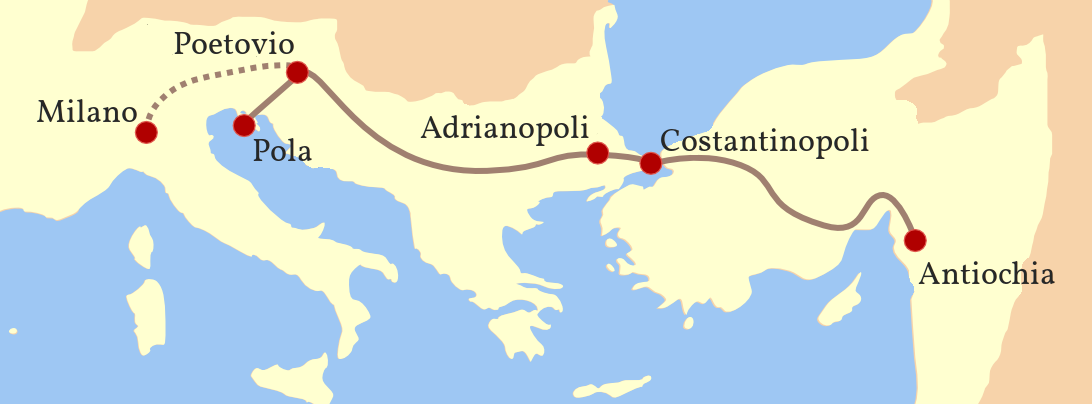
Viagem de Constâncio Galo de Mediolano, paragem em Petóvio e morte em Pula

Constâncio chamou agora o primo e a irmã a Mediolano: Galo mandou á frente a esposa, esperando que esta pudesse interceder por ele ao seu irmão, mas Constantina morre de febre durante a viagem, em Ceno Galicano na Bitínia. Galo, com medo, queria ficar em Antioquia, mas foi convencido a viajar para Mediolano pelo tribuno dos escutários (tribunus scutariorum) Escudilo, que revelou que Constâncio tinha intenção de eleva-lo ao posto de augusto em antecipação de futuras campanhas nas províncias do norte. O Cesar, então, dirige-se a Constantinopla, onde entra como um advento (a entrada cerimonial do soberano na província ou na cidade); aqui ele organiza corridas de bigas e é coroado o campeão, num ato aparentemente pertencente às prerrogativas imperiais, visto que Constâncio, com a notícia, ficou chocado. Galo tinha de fato o apoio das tropas: algumas legiões de Tebas, aquarteladas na Trácia para o inverno, aconselharam-no a permanecer sob sua proteção e a não se mover da região. Constâncio teve o cuidado de enviar alguns oficiais a seu primo, que na verdade, teve a tarefa de controlar os movimentos, e ordenou-lhe que retirasse as guarnições do caminho que Galo haveria de seguir, de modo a tornar impossível que este apelasse aos soldados.
Galo foi forçado a deixar o seu exército em Adrianópolis, e a marchar para Ptuj, onde algumas tropas de elite lideradas por Barbácio, um dos conspiradores contra ele, e Apodémio cercaram a casa onde ele estava: Barbácio prendeu-o, privou-o da insígnia imperial vestindo-o como um simples soldado, e garantindo a sua segurança, mandou-o sob a guarda de Pola. As alegações contra Galo - realizadas pelo grande camareiro Eusébio, pelo notário Pentádio e pelo tribuno da guarda Malobaldo - em causa os julgamentos por traição estabelecidos em Antioquia e a morte de Domiciano e Môncio Magno. Galo pensou culpar pela condenação à morte sua falecida esposa, Constantina, mas Constâncio estava irritado pelo julgamento e ordenou a execução de seu primo, enviando Sereniano para lhe comunicar, juntamente com Pentádio e Apodemo, a sentença de morte.

### Campanha contra os Alamanos e usurpação de Silvano(354–355)

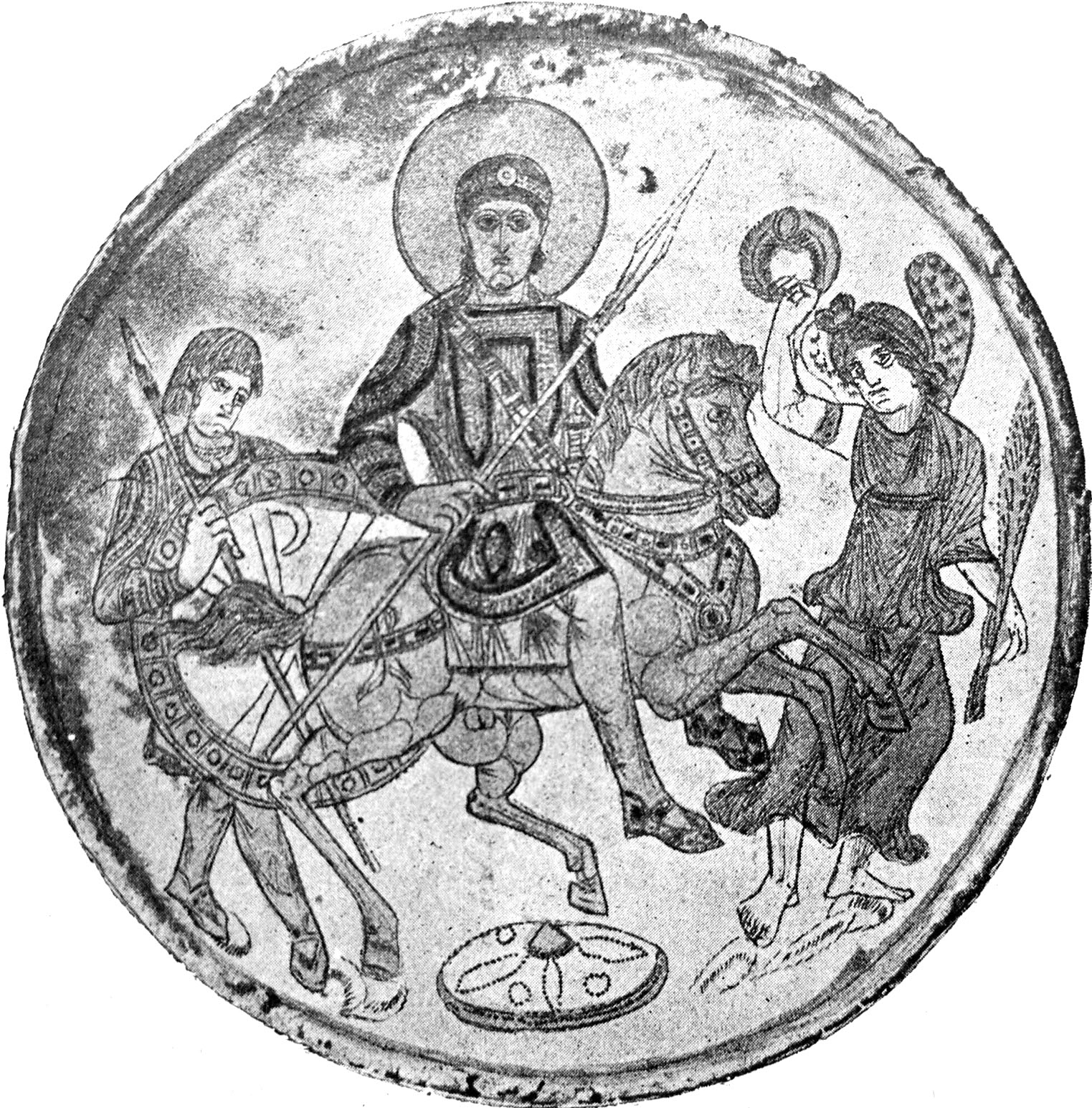
Missório de Kerch retratando Constâncio II ladeado por um soldado cujo escudo está decorado com o monograma de Cristo e da Vitória com coroa de louro e ramo de palmeira

354 foi caracterizado pela campanha de Constâncio contra os alamanos que haviam saqueado os territórios romanos sem que Magnêncio nem Decêncio fossem capazes de combatê-los. Constâncio avançou para norte para combater com os Brísgavos, a mais meridional das tribos Alamanas. O imperador foi capaz de subjugar as tribos bárbaras e, depois de assinar um tratado com o rei Gundomado e Vadomário, voltando para o inverno em Mediolano. No ano seguinte, em 355, foram os lencienses a perturbar os súbditos do império: desta vez Constâncio não entrou em campo em pessoa, mas enviou o próprio mestre da cavalaria (magister equitum) Arbécio para erradicar esta ameaça, coisa que o general fez derrotando as tribos germânicas no Lago de Constança, e ganhando o título de Alamannicus maximus.
Uma outra ameaça ao reinado de Constâncio foi a usurpação de Cláudio Silvano, o general de Magnêncio que foi aprovado pelo imperador e que Constâncio tinha premiado com a atribuição do grau de mestre dos soldados (magister militum) e enviado para a Gália. A Gália tinha sido sempre, desde os dias de Constâncio Cloro (o avô de Constâncio II), um César ou Augusto residente no seu território: ela permitia ao Estado Romano uma reacção imediata às frequentes incursões dos bárbaros, dando aos gauleses uma maior sensação de segurança. Neste contexto, deve ser vista como tendo apoiando a usurpação de Magnêncio (após a morte de Constantino II, o governante era Constante I, que viveu principalmente em Itália) e o posteriormente abandonado em favor do imperador legítimo Constâncio. O imperador, no entanto, estabeleceu a sua capital em Mediolano (Milão), longe da Gália, criando insatisfação entre as tropas gaulesas que permitiram a rebelião do seu mestre dos soldados.
Silvano era de fato a vítima das intrigas da corte de Constâncio: de acordo com Amiano, o prefeito pretoriano Volusiano Lampádio e o prepósito do cubículo sagrado Eusébio usaram uma esponja para alterar uma carta enviada por Silvano a alguns dos seus amigos em Roma, de modo a que a carta corrupta sugerisse que Silvano estava tentando ganhar apoio na cidade em vista a um golpe de Estado. Silvano estava contra todos os funcionários de Constâncio, à parte generais francos Malarico e Malobaldo: os cortesões Apodêmio e Dinâmio compuseram mesmo novas cartas falsas. Constâncio levou a julgamento Silvano, mas os seus aliados foram capazes de defendê-lo contra acusações infundadas. Silvano no entanto, não sabendo o sucesso de seus amigos, pensou para defender-se do perigo de ser condenado aceitar a aclamação como imperador pelas tropas gaulesas, a 11 de agosto de 355 em Colonia Agripina (moderna Colónia, Alemanha).
Constâncio reagiu imediatamente à notícia da revolta com a convocação de um consistório noturno no seu palácio de Mediolano. O seu plano era, mais uma vez, numa ação diplomática em vez de militar: um grupo de funcionários iria viajar para Colónia com uma carta do imperador, na qual era comunicado a Silvano sua promoção a outra posição e sua convocação a Mediolano. Dos funcionários do grupo faziam parte alguns leais a Constâncio, incluindo Apodêmio, enquanto Ursicino estava na época ainda preso sob suspeita de envolvimento na queda de Constâncio Galo, para liderar a missão, e também receber a comissão para substituir Silvano no comando das tropas gaulesas. Amiano, que participou da missão como um assistente de Ursicino, disse que seu comandante recebeu a ordem de Constâncio de fingir que o imperador ainda não estava ciente da usurpação, e, se não fosse bem sucedido nesta intenção, Constâncio ordenava-lhe que organizasse a captura de Silvano: Ursicino enganou Silvano e subornou os guardas, que o levaram a partir da igreja onde ele estava orando, e mataram-o. Apesar dos panegíricos elogiarem a magnanimidade de Constâncio com os colaboradores de Silvano e o fato de o imperador perder o filho do usurpador, Amiano diz como Constâncio condenou à morte muitos dos seus apoiantes mestre dos soldados.

### César Juliano e vicenália(355–357)

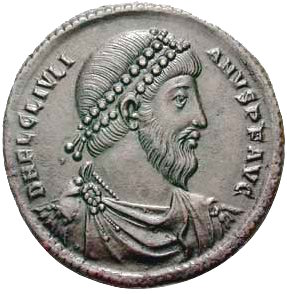
Juliano era primo de Constâncio II, que o nomeou césar do Ocidente em 355

A revolta de Claudio Silvano, embora de curta duração, foi um sinal de insatisfação dos gauleses que Constâncio compreendeu bem: sempre na óptica da sua política dinástica, não tendo tido filhos de seus dois casamentos, Constâncio pensou em seguida, elevar ao posto de César Ocidental o primo Juliano, irmão de Galo. A cerimónia teve lugar na capital ocidental de Constâncio, Mediolano, a 6 de novembro de 355: além de receber os símbolos de seu posto, juliano casou com a segunda irmã de Constâncio, Helena. Foi nomeado cônsul em 356, juntamente com o Imperador. Cauterizado pela experiência com Galo, Constâncio limitou o alcance de ações do colega, que na verdade nunca tinha mostrado nenhum interesse em política ou guerra, concedendo um tribunal e um contingente militar limitado, em seguida, confiando o controlo eficaz das tropas em geral de sua escolha e da administração civil a seu prefeito do pretório. No entanto, a colaboração com Juliano foi bem-sucedida, e os dois organizaram um duplo ataque tendo em vista recapturar as partes da Gália caídas em mãos inimigas. (356): Juliano liderou o ataque principal, enquanto Constâncio ordenou um ataque contra os Alamanos, depondo então o seu general Marcelo que havia apoiado Juliano (julho-agosto de 357). Também em 356 Constâncio II estabeleceu um escritório em Constantinopla, onde foram copiados os clássicos da literatura.; a biblioteca foi financiada diretamente pelo imperador.

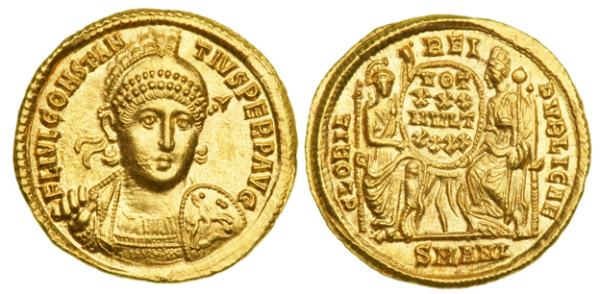
Soldo de Constâncio que celebra a vicenália

Em 357 Constâncio comemorou o seu vicenália (vinte anos de reinado) com a sua primeira e única visita à antiga capital de seu império, Roma. O imperador chegou à cidade em abril de 357, com toda a sua corte, com a esposa Eusébia e a irmã Helena. Ele fez uma entrada triunfal na cidade, entre as asas de catafractário, imóvel na sua carruagem dourada. A Cidade Eterna teve um efeito significativo sobre ele, que admirou as construções da antiga capital, dos templos ao Anfiteatro Flaviano, do Panteão ao Fórum de Trajano, permanecendo espantado pela sua estátua equestre. O seu espanto transformou nesta visita a atitude de soberano absoluto, que nas províncias chamava a si mesmo Dominus Noster ("Nosso Senhor") e vivia separado de seus súbditos, como um príncipe: o tributo na verdade foi para os senadores que iam à audiência, na Cúria , assistiu aos jogos organizados para satisfazer o povo romano, dos quais admirava a libertas e a variedade de origens, concordando em não impor a sua vontade nas corridas, mas deixando estas correrem o seu próprio curso. Do ponto de vista político, a visita a Roma permitiu ao imperador soldar os laços com a aristocracia senatorial romana, que tinha na sua consciência o apoio, ainda que limitado, a Magnêncio: a memória de sua visita, que terminou a 29 de maio - o imperador foi forçado a sair por causa das notícias do motim de Quados, Suevos e Sármatas no Danúbio Sul - Constâncio fez transportar de Alexandria do Egito e erigir no Circo Máximo o obelisco agora na frente da basílica de São João de Latrão, cuja base celebrava mais uma vez a sua vitória sobre o tirano Magnêncio.

### Inimigos externos e internos; morte de Constâncio(357–361)
Para lidar com a ameaça das tribos bárbaras que viviam além do Danúbio , Constâncio teve que suportar no local com o seu exército: depois de deixar Roma no final de maio de 357 recolheu-se em Mediolano , daqui para a Ilíria (onde substituiu Marcelo por Severo, como desejado por Juliano, que entretanto retirou o empregado Salústio), de seguida, de volta a Mediolano no início de dezembro e, finalmente, a Sirmio , onde colocou um tribunal.
Ao longo do ano, as províncias do Danúbio tinham sofrido assaltos e saques dos bárbaros: os suevos haviam devastado a Récia, os Quados foram penetrando em Valeria, enquanto os Sármatas invadiram Mésia e Panónia. A escolha de Constâncio foi a de evitar um ataque em grande escala, mas dosear a opção militar com a diplomata. Após o equinócio de primavera de 358, o imperador atravessou o Danúbio com o exército, defrontando os Sármatas e Quados em pequenos grupos e forçando-os pela força e diplomacia a aceitar acordos de paz, garantindo pelo envio de reféns e obtendo em troca a devolução dos prisioneiros romanos. Para mitigar os perigos de Sármatas, Constâncio afastou os Limigantes, uma tribo formada por ex-escravos Sármatas rebelados contra os antigos patrões, enviando-os para longe do Danúbio, enquanto colocava Zizais, um jovem príncipe leal a ele, sobre o trono dos Sármatas permanecendo perto da fronteira fluvial. Então voltou aos quartéis de inverno em Sirmio, onde foi aclamado pelo exército e aceite pela segunda vez o título de Sarmácico Máximo (Sarmaticus maximus). No ano seguinte, Constâncio recebe a notícia de que no Oriente Sapor II retomou as hostilidades, numa campanha que levou à conquista sassânida da fortaleza de fronteira de Amida em outubro; O imperador, no entanto, só foi capaz de deixar a região do Danúbio após a queda da cidade, em que combateu contra os Limigantes. Esta população, de fato, não respeitou os acordos celebrados no ano anterior e que incluíam a sua alocação à distância do território romano.
Em 360, Sapor tomou as fortalezas orientais de Singara e Bezabde; Constâncio, obrigado a retomar as hostilidades com os Sassânidas, exige ao César Juliano algumas das suas tropas, também, a fim de se certificar de que ele não poderia projetar a usurpação, mas as tropas gaulesas rebelaram-se contra a ideia de serem enviadas para o leste e proclamaram augusto Juliano, que tinha dado fortes evidências de capacidades militares defendendo a Gália de várias tentativas de invasão: foi o início de uma nova guerra civil. Constâncio decidiu que a guerra contra os Sassânidas tinha precedência sobre a rebelião de Juliano, e na primavera de 360 começou a sua campanha oriental, ocupando Edessa e cercando Bezabde; Mas o ataque falhou e Constâncio decidiu retirar-se para o inverno em Antioquia da Síria.
Em 361, em Antioquia, Constâncio casou com Faustina, que nomeou então augusta, de quem teria a filha ansiada, Flávia Máxima Faustina Constança, nascida postumamente. Naquele ano, o imperador inicialmente dispara a campanha sassânida, movendo-se sobre Edessa e de lá sobre Hierápolis, mas, de seguida tomou a estrada para Antioquia, movendo-se ao encontro de Juliano, que com o seu exército estava avançando em direção a leste. O confronto fratricida entre os dois últimos membros da dinastia de Constantino não aconteceu, no entanto: na Festa de Tarso no outono, a 3 de novembro Constâncio morre de febre enquanto ainda estava na Ásia, em Mopsucrenas.